# Inisero Cremaschi
Inìsero Cremaschi (Fontanellato, 16 dicembre 1928 – Palazzolo sull'Oglio, 26 aprile 2014) è stato uno scrittore, sceneggiatore e critico letterario italiano.

## Biografia
Giornalista pubblicista, redattore editoriale e critico letterario, scrittore, curatore di Tuttilibri Rai-TV, è stato un promotore della fantascienza italiana con l'antologia Universo e dintorni (Garzanti) e la collana Andromeda.
Naturalizzato milanese, dove si era sposato per la prima volta con la scrittrice di fantascienza Gilda Musa, Cremaschi ha vissuto diversi anni a Palazzolo sull'Oglio, dove, dopo la perdita della prima moglie, si è risposato con l'artista Elisa Clerici.
Ha sceneggiato otto telefilm per la Rai-TV, fra i quali A come Andromeda (1972), dove ha anche sostenuto una parte come attore.

## Opere

### Raccolte di racconti
Come narratore ha pubblicato le raccolte:
- A scopo di lucro (Arnoldo Mondadori Editore)
- Cuoio Nero (Rizzoli)
- Il mite ribelle (Editoriale Nuova De Agostini)
- Dossier extraterrestri (Rusconi in collab. con Gilda Musa)
- Le cattedrali (Polistampa)
- Giocattoli (Polistampa)
- Il cielo di Teodolinda (Polistampa)
- Futuro (Editrice Nord, 1979, sull'omonima rivista italiana di SF)

### Romanzi
- Pagato per tacere (ed. Silva, 1962)
- A scopo di lucro  (Mondadori, 1965, semifinalista al premio Strega 1966)
- Cuoio nero (Rizzoli, 1970)
- Le mangiatrici di ice-cream (Fabbri, 1973)
- Dossier extraterrestri, con Gilda Musa (Rusconi, 1978)
- Il mite ribelle (Editoriale Nuova De Agostini, 1984, Premio Insula Romagna)

### Raccolte di racconti (curatore)
- Zoo-fantascienza  (dall'Oglio, 1973)
- Universo e dintorni (Garzanti, 1978)
- Futuro (editrice Nord, 1978)
- Cosa leggere di fantascienza (editrice Bibliografica, 1979)

### Narrativa per ragazzi
- Zoo in soffitta (Mursia)
- Le grotte di Marte (Piccoli)
- La regina dei prati (Signorelli)
- La figlia di Gengis Khan (Signorelli)

### Raccolte di poesia
- L'Annuncio (Schwarz, 1956)
- Cento cavalli grigi (Sciascia, 1958)
- Il giudizio (Leonardi, 1959)
- Poesie cortesi e scortesi (Starrylink, 2004)
- Poesie in regalo (Starrylink, 2005)
- Poesie pubbliche e private (Starrylink, 2006)
- Poesie nate in un computer (Starrylink, 2009)
- Poesie di giradino e di terra (Starrylink, 2011)
- Poesie in vendita (Il convivio, 2012)

### Varia
- Dischi volanti: benvenuti (Carroccio 1968) (con Giuseppe Pederiali)
- Arrivano gli Ufo (Edifumetto 1974) (con Giuseppe Pederiali)

## Filmografia

### Sceneggiatore
- Processi a porte aperte – serie TV, episodi 2x2-2x3-2x4 (1970)
- Oltre il duemila – serie TV, episodi 1x1-1x2 (1971)
- Tre camerati – serie TV, episodi 1x1-1x2-1x3 (1973)

### Sceneggiatore e attore
- A come Andromeda – serie TV, 5 episodi (1972)